# سورانو (مقاطعة غروسيتو)
سورانو هي مدينة ووكما تسمى كومونا في مقاطعة غروسيتو، تقع بجنوب توسكانا في إيطاليا. وهي متواجدة على تل منذ القرون الوسطى متعلقة بحجر طاف فوق نهر لينتي.

## تاريخ

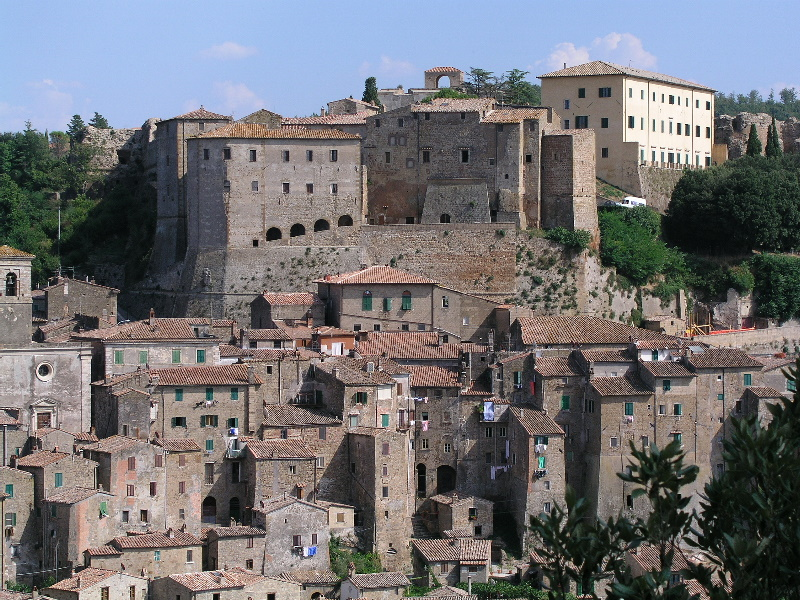
منظر سورانو

سورانو كانت على الارجح مسكونة بحضارة فيلانوفان، لكن الدلائل التاريخية الأولى مرتبطة بالقرن الثالث من قبل الميلاد، حين كانت مدينة إتروسكان تحت سلطة سوفانا القريبة الأكثر الممتلئة بالسكان.
تلاشت من التاريخ تحت السيطرة الرومانية، كما هو عرف مسبقا بأنه في عام 862 أسست المقاطعة حينها من قبل الإمبراطور لويس الثاني، تحت ولاية Aldobrandeschi. كانت الدوبرانديشي أقوى الإقطاعيات في جنوب توسكانا لما يزيد عن أربعة قرون، واضمحلت في عام 1312 عندما توفي مارغريتا، ابن إلديبراندينو، دون ان يكون هنالك من يرثه من ذكور. تزوجت ابنته أديلايد من رومانو دي جنتيلي أورسيني، الذي ادرج المدينة إلى الإقطاعيات العائلية.
محافظة بيتيجليانو من سورانو وقفت ضد جمهورية سيينا، ولكن اضطرت للخضوع لهيمنة الجمهورية في فترة 1417. استرجعت استقلالها الكلي في عام 1556، عندها انضمت اخيرا إلى دوقية توسكانا. وبسبب موقعها الاستراتيجي تعرضت القلعة، لهجمات متكررة، وكانت أيضًا موقع للمعارك بين نبلاء عائلة Orsini. وفي عام 1604، مع وفاة أليساندرو دي بيرتولدو، أصبحت قطعة من دوقية توسكانا الكبرى.
وباتت جزءًا من مملكة إيطاليا في عام 1860.

## المعالم السياحية الرئيسية
- بُنيت روكا ديجلي أورسيني (قلعة أورسيني) في القرن الرابع عشر ولكن تم ترميمها بالكامل من قبل نيكولو الرابع أورسيني في عام 1552. ويعد من أهم النماذج بالعمارة العسكرية في عصر النهضة. لها حصونان زاويتان هائلتان مرتبطتان بخط من الجدران حتى البوابة الرئيسية، يعلوها رمز نبالة ملحوظ وبرج مربع. وفي داخل الجدران توجد اثار النواة القديمة مع برج دائري وجسر متحرك، ولكن لم يعد شي منها بالوقت الحالي. ومؤخرًا اكتشفوا حلقة من التصوير الجصي من القرن السادس عشر لمدرسة Sienese .
- Masso Leopoldino ، حجر طف طبيعي محفور لتكوين شرفة بانورامية محصنة بأمر صادر من قبل Gran Duke Leopold .
- مستوطنة كهف فيتوزا وقلعة

## فرازيوني
وكونت البلدية التي كتبها المقعد البلدي لسورانو والقرى (فرازيوني) من Castell'Ottieri ، سيريتو، إلمو، مونتيبونو، مونتيفيتزو، مونتوريو، سان جيوفاني ديلي كونتي، سان كيريكو، سان فالنتينو وسوفانا.

## حكومة

### قائمة العمداء
| عمدة             | بداية الفصل الدراسي | نهاية المدة           | حفل            |
| ---------------- | ------------------- | --------------------- | -------------- |
| ألبرتو سيريتي    | 1972                | 1980                  | PSI            |
| إرمانو بينوتشي   | 1980                | 1983                  | PCI            |
| جورجيو روسي      | 1983                | 1985                  | PCI            |
| دومينيكو باربيني | 1985                | 1990                  | PSI            |
| إرمانو بينوتشي   | 1990                | 2004                  | PCI / PDS / DS |
| بييراندريا فاني  | 2004                | 2014                  | سيفيك          |
| كارلا بينوتشي    | 2014                | 2019                  | سيفيك          |
| بييراندريا فاني  | 2019                | مايجب في الوضع الراهن | سيفيك          |